# Out of Our Heads
Out of Our Heads é o terceiro álbum de estúdio na discografia britânica e o quarto na discografia norte-americana da banda The Rolling Stones, lançado em 1965. Foi lançado nos Estados Unidos em 30 de julho pela London Records, e no Reino Unido em 24 de setembro pela Decca Records.
A versão americana do álbum foi o primeiro disco dos Stones a alcançar um milhão de cópias vendidas e a alcançar o primeiro lugar entre os mais vendidos nos Estados Unidos, muito graças ao sucesso de "(I Can't Get No) Satisfaction". O sucesso deste álbum nos Estados Unidos, e, principalmente, o estrondoso sucesso obtido pela canção, foram decisivos para alçar os Rolling Stones, até então apenas uma das bandas de rock da Invasão Britânica, a concorrente dos Beatles. O álbum possui participação do baterista dos Beatles, Ringo Starr.

## Versão americana

### Gravação e lançamento
Na época, devido ao fato dos Rolling Stones terem contratos com gravadoras distintas detentoras do direito de distribuição de suas músicas para Estados Unidos e Reino Unido, era comum que os lançamentos de um país fossem absolutamente diferentes dos de outro, e mesmo quando o álbum era o mesmo, como nesse caso, o repertório era independente e distinto.
A versão americana do álbum é uma mistura de músicas gravadas ao longo de seis meses, incluindo o hit Top 10 "The Last Time" e a canção número 1 em todo o mundo "(I Can't Get No) Satisfaction". Seis músicas foram depois incluídas na versão britânica do álbum. Aproveitando a onda do sucesso de "Satisfaction", Out of Our Heads tornou-se o primeiro álbum dos Rolling Stones # 1 nos Estados Unidos, atingindo platina.
Em 2003, a edição americana foi listada como o número 114 na lista da revista Rolling Stone dos 500 Maiores Álbuns de Todos os Tempos.

### Faixas (versão americana)
- Lado A

1. "Mercy, Mercy" (Don Covay, Ronnie Miller) – 2:45
2. "Hitch Hike" (Marvin Gaye, William Stevenson, Clarence Paul) – 2:25
3. "The Last Time" (Mick Jagger, Keith Richards) – 3:41
4. "That's How Strong My Love Is" (Roosevelt Jamison) – 2:25
5. "Good Times" (Sam Cooke) – 1:59
6. "I'm All Right" (ao vivo) (Ellas McDaniel) – 2:25

- Lado B

1. "(I Can't Get No) Satisfaction" (Mick Jagger, Keith Richards) – 3:42
2. "Cry to Me" (Bert Russell) – 3:08
3. "The Under Assistant West Coast Promotion Man" (Nanker Phelge) – 3:07
4. "Play with Fire" (Nanker Phelge) – 2:13
5. "The Spider and the Fly" (Mick Jagger, Keith Richards) – 3:39
6. "One More Try" (Mick Jagger, Keith Richards) – 1:58

## Versão britânica

### Lançamento
A versão britânica do álbum Out of Our Heads, lançada menos de dois meses depois,  tinha uma capa diferente da versão americana, e músicas que, mais tarde, foram aproveitadas no álbum da discografia americana December's Children (And Everybody's), além de trazer músicas ainda inéditas no Reino Unido, como Heart of Stone. Na industria fonográfica britânica da época, singles não costumavam ser inseridos nos LP's, daí "(I Can't Get No) Satisfaction" ter ficado de fora do álbum, só ficando disponível para os ingleses em single. Foi também o último álbum britânico dos Stones a contar com regravações de R&B,  partir de Aftermath, os álbuns trariam apenas músicas compostas pelos Glimmer Twins, a dupla Jagger e Richards.
Emitido depois de setembro, Out of Our Heads alcançou o segundo lugar nas paradas britânicas, vendendo menos apenas atrás de Help! dos  The Beatles.
Em agosto de 2002, as versões americana e britânica de Out of Our Heads foram relançados em formato remasterizado CD e SACD.

### Faixas (versão britânica)
- Lado A

1. "She Said Yeah" (Sonny Christy, Roddy Jackson) – 1:34
2. "Mercy, Mercy" (Don Covay, Ronnie Miller) – 2:45
3. "Hitch Hike" (Marvin Gaye, William Stevenson, Clarence Paul) – 2:25
4. "That's How Strong My Love Is" (Roosevelt Jamison) – 2:25
5. "Good Times" (Sam Cooke) – 1:58
6. "Gotta Get Away" (Mick Jagger, Keith Richards) – 2:06

- Lado B

1. "Talkin' 'Bout You" (Chuck Berry) – 2:31
2. "Cry to Me" (Bert Russell) – 3:09
3. "Oh Baby (We Got a Good Thing Goin')" (Barbara Lynn Ozen) – 2:08
4. "Heart of Stone" (Mick Jagger, Keith Richards) – 2:50
5. "The Under Assistant West Coast Promotion Man" (Nanker Phelge) – 3:07
6. "I'm Free" (Mick Jagger, Keith Richards) – 2:24

## Créditos
- Mick Jagger – Vocal, harmónica, percussão
- Brian Jones – Guitarra eléctrica e acústica, harmónica, orgão, vocal de apoio
- Keith Richards – Guitarra, vocal de apoio
- Charlie Watts – Bateria, percussão
- Bill Wyman – Baixo, vocal de apoio
- Jack Nitzsche – Orgão, piano, percussão
- Phil Spector – Baixo em "Play with Fire"
- Ringo Starr – Piano

## Posição nas paradas musicais
| Parada (1965)                           | Melhor posição |
| --------------------------------------- | -------------- |
| Austrália (Kent Music Report)           | 2              |
| Finlândia (The Official Finnish Charts) | 2              |
| Alemanha (Offizielle Deutsche Charts)   | 2              |
| Reino Unido (UK Albums Chart)           | 2              |
| Estados Unidos (Billboard 200)          | 1              |

## Certificações
| Região                                                                                                  | Certificação | Vendas     |
| --- | ------------ | ---------- |
| Estados Unidos (RIAA)                                                                                   | Platina      | 1,000,000^ |
| *números de vendas baseados somente na certificação ^números de vendas baseados somente na certificação |              |            |